# 坂東晃
坂東 晃（ばんどう あきら、1956年7月21日 - ）は、福島県石川郡古殿町出身の元自転車プロロードレース選手。学校法人石川高等学校卒業。全日本選手権やアジア大会で優勝した実績がある。シマノレーシング終身名誉監督である。

## 経歴
自転車に乗り始めたのは高校生のときで自転車部の顧問だった担任に誘われる。インターハイでは2年生で5位になり、3年生で2位となる。1975年 株式会社シマノへ入社する。1981年全日本アマチュア自転車競技選手権大会4000m速度競争とポイントレースで優勝する。特に4000m速度競争では「敵無し」と言われた為、「4速の神様」の異名を持つほどであった。シマノレーシングでプロ選手として活動する。1983年第17回全日本実業団対抗サイクルロードレース大会に優勝する。1984年 現役を引退する。品質管理部に所属しメカニックとして国内外を飛び回り、日本人初のツール・ド・フランスのメカニックとなる。1996年 シマノレーシング監督、スキル・シマノ監督を歴任し、日本人初のツールドフランスに出場した今中大介や、現シマノレーシングの監督の野寺秀徳などを輩出する。2009年以降は各地のイベント等でテックサポートを担当している。